# Adventure Comics
Adventure Comics é uma revista de histórias em quadrinhos publicada pela editora americana DC Comics. Entre 1935 e 1983 foram publicadas suas primeiras 503 edições, responsáveis por introduzir diversos personagens clássicos da editora durante seus primeiros anos, no período conhecido como "Era de Ouro" dos quadrinhos americanos, como as primeiras versões dos personagens Sandman, Homem-Hora, Caçador e Starman. A revista se caracterizou durante toda a sua publicação como uma antologia, com diferentes personagens alternando a posição de destaque como "história principal" da edição, e outros tantos ocupando posições secundárias, em histórias curtas. Inicialmente, o foco da revista sequer eram as histórias de super-herói, mas estas progressivamente foram ocupando um maior espaço na publicação durante as décadas de 1930 e 1940, até que em 1946 a revista já era integralmente dedicada ao gênero e protagonizada por Arqueiro Verde, Aquaman, Johnny Quick e "Superboy", uma versão adolescente do personagem "Superman".
As história de Superboy, Arqueiro Verde e Aquaman se manteriam uma constante nas décadas de 1950 e 1960. Foi na revista que surgiria a Legião dos Super-Heróis, inicialmente um grupo de coadjuvantes constantes nas histórias de Superboy a partir de 1958, mas cujas tramas atrairiam cada vez mais a atenção do público, particularmente a partir de 1965, quando o então adolescente Jim Shooter assumiria os roteiros das histórias da equipe, transformando-a rapidamente numa das mais criativas e populares da editora.
Na revista seriam ainda apresentadas significativas reformulações nas origens de Arqueiro Verde e Aquaman que se tornariam elementos fundamentais de ambos os personagens e que não estavam presentes no momento de sua criação - no caso do primeiro, o fato de ser um milionário que desenvolveu suas habilidades como arqueiro após se ver perdido numa ilha deserta, ao invés de um arqueólogo como fora originalmente concebido, e, no caso do segundo, ser o filho de um humano com uma princesa do reino da Atlântida, e não um humano filho de um mergulhador famoso. Death of a Prince, considerada uma das mais importantes histórias de Aquaman, bem como um dos momentos que melhor definiriam o período conhecido como "Era de Bronze" dos quadrinhos americanos, seria parcialmente publicada na revista em 1977.
Durante a década de 1970, a revista teria seu conteúdo alterado várias vezes. Dentre os personagens que chegaram a figurar na revista nesse conturbado período estiveram a Supergirl, uma segunda versão do personagem Starman, e o cômico herói Homem-Borracha. Em 1983, a revista acabaria sendo descontinuada, voltando a ser publicada em agosto de 2009, inicialmente a partir de uma nova primeira edição, e, desde julho ano seguinte, dando continuidade à numeração original. Nossa segunda versão da revista, o formato misto anteriormente adotado pela revista seria inicialmente mantido, com duas histórias sendo publicadas a cada edição - sendo destacadas na revista alternadamente as histórias da Legião dos Super-Heróis, do cientista e super-herói Ray Palmer e da segunda versão do personagem "Superboy", um clone do herói original que adotava o mesmo nome. Em 2011, a editoria passaria por uma profunda mudança na sua linha editorial, e a revista seria novamente descontinuada após 27 edições.

## História

### 1934–1938: Antecedentes e contexto inicial
O major Malcolm Wheeler-Nicholson, um ex-militar e um entusiasta de histórias pulp, fundaria entre meados de 1934 e início de 1935 a "National Allied Publications", uma editora dedicada à publicação de histórias em quadrinhos. À época, o formato "revista em quadrinhos" ainda não havia sido sequer inventado - as publicações da época tratava-se, na formato, de meras republicações de tiras em quadrinhos de jornais da época. Com um orçamento limitado, Wheeler-Nicholson não podia arcar com os custos de licenciamento do material produzido nos jornais, e, por isso, contrataria autores independentes para produzir material inédito para New Fun, a revista que lançou em fevereiro de 1935.
À época, Whitney Ellsworth e Vin Sullivan acumulavam as funções de editores, roteiristas e desenhistas nas histórias da editora, e jovens com pouca ou nenhuma experiência no mercado literário, como Jerry Siegel e Joe Shuster, eram contratados para produzir material inédito sob encomenda. Em dezembro de 1935, a National lançou sua segunda série mensal, sob o título New Comics. Tal qual a revista em formato tabloide New Fun, a revista se dedicava à publicação de histórias cômicas e de aventura.
O conceito de "super-herói" ainda não havia sido sequer concebido, e as histórias eram protagonizadas inicialmente por personagens de caráter humorístico. Para a segunda edição, entretanto, Siegel e Shuster foram convidados a elaborar uma história que apresentasse uma versão ficcionalizada dos casos enfrentados pelo FBI, uma então recente organização governamental a atuar nos Estados Unidos e com considerável popularidade. Nos meses seguintes, a série se tornaria uma das mais populares da revista, e em dezembro de 1936, a editora já planejava expandir sua linha de publicações, anunciando para aquele mês uma terceira revista, intitulada Detective Comics, mas dificuldades financeiras e atrasos editoriais impediriam o lançamento.
Em sua décima-segunda edição, publicada em janeiro de 1937, o título foi alterado para New Adventure Comics e assim seguiria até novembro de 1938, quando seu título foi novamente alterado. Nesse ínterim, Wheeler-Nicholson, visando quitar um débito com Harry Donenfeld, um dos donos da distribuidora de revistas Independent News, tornou-se sócio de Jack Liebowitz, contador de Donenfeld, formando a empresa "Detective Comics". A fusão com a Independent possibilitou o lançamento, em março de 1937, de Detective Comics e a continuidade de dois títulos publicados até então pela National.

### 1938–c.1950: "Era de Ouro" dos super-heróis
No início de 1938, Donenfeld assumiu o controle da editora e foi sob a sua gestão que foi lançada aquela que se tornaria a mais emblemática série da editora - Action Comics, responsável por lançar em sua primeira edição o personagem Superman. Superman se tornaria um personagem consideravelmente popular nos anos seguintes, representando um acréscimo sem precedentes nas vendas da editora. Nos meses seguintes ao lançamento da nova revista, influenciada pelo sucesso do personagem, a editora passaria a expandir o seu rol de super-heróis, e em Adventure Comics surgiriam parte desses personagens. O primeiro super-herói a ser incluído na revista foi "Sandman", criado por Gardner Fox e Bert Christman.
Ken Fitch e Bernard Baily foram responsáveis pela criação de Rex Tyler, o primeiro herói a adotar a alcunha de "Homem-Hora", em uma história publicada na 48ª edição da revista. Na 61ª edição, surgiria pela mãos do roteirista Gardner Fox e do desenhista Jack Burnley, Ted Knight, o primeiro "Starman". Ambos os personagens fariam posteriormente parte da Sociedade da Justiça da América, a primeira "super-equipe" da editora.
No início de 1942, Joe Simon e Jack Kirby, dois autores muito populares da Timely Comics, que haviam desenvolvido para aquela editora o popular "Capitão América", foram contratados pela DC Comics, e começaram a trabalhar em Adventure Comics a partir da 72ª edição, publicada em março daquele ano, assumindo as aventuras de Sandman. Na edição seguinte, assumiriam mais um espaço na revista, com a introdução de um personagem inédito, o "Caçador" - mas, como já havia um personagem com esse nome na revista, criado por outros autores, a editora decidiria meses depois integrar ambas as histórias. Apesar dos percalços, Simon e Kirby atrairiam um considerável público para a revista durante o período de dois anos em que trabalhariam juntos, até que Kirby foi convocado para servir na Segunda Guerra Mundial.
A guerra causaria um significativo impacto na editora. Durante o conflito, havia muitas dificuldades em se adquirir papel, e muitas revistas tiveram que ter sua quantidade de páginas por edição reduzidas. Adventure Comics foi atingida de forma diferente: a revista teve sua periodicidade alterada em 1943. No ano seguinte, a revista acabaria sendo também atingida pela necessidade de ter o número de páginas reduzido. Após o fim da guerra, a editora decidiria reformular sua linha de revistas. A revista New Fun, à época sob o título de More Fun Comics, passou a partir de março de 1946 a apresentar apenas histórias de cunho humorístico, como em seus primórdios. Como resultado, os super-heroís cujas histórias eram publicadas naquela revista precisavam ser "realocados" para uma publicação diferente, e assim, Arqueiro Verde, Aquaman, Johnny Quick e "Superboy" - uma versão adolescente de Superman - passariam a ter suas histórias publicadas em Adventure Comics a partir da 103ª edição.
As aventuras de "Superboy" eram as mais populares da revista, e apresentavam um caráter leve e familiar típico do período. Sem extravagâncias narrativas, as histórias apresentavam um foco na vida do jovem Clark Kent ao lado de seus pais em Smallville. A popularidade dos quadrinhos de super-herói diminuiria consideravelmente a partir do final da década de 1940, e nos primeiros anos da década de 1950 a situação? só se agravaria. Pouquíssimos super-heróis continuariam tendo suas histórias publicadas pela DC Comics. Além de Batman e Superman, que estrelavam revistas próprias, e da Mulher-Maravilha, que também tinha histórias publicadas no período, as aventuras de Aquaman, Superboy e Arqueiro Verde publicadas em Adventure Comics eram uma exceção num período cada vez menos propício para o gênero.
Em 1951, num de seus primeiros trabalhos como artista profissional, Ramona Fradon começaria a trabalhar na revista, ilustrando as histórias de Aquaman. À época, Fradon era uma das únicas mulheres a trabalhar com quadrinhos, mas seu traço diferenciado logo a colocariam em uma posição de destaque. Ao lado de escritores como Otto Binder, Robert Bernstein e Jack Miller, ela produziria uma série de histórias inventivas com o personagem, que, embora não alcançassem a projeção dos outros super-heróis publicados à época, ao menos manteriam Aquaman suficientemente relevante para não ter sua publicação suspensa, como ocorreria com dezenas de outros personagens.

### 1958–1968: "Era de Prata" e a "Legião dos Super-Heróis"

Adventure Comics #247, de 1958, apresentou a primeira história da Legião dos Super-Heróis, grupo de personagens que se tornaria muito popular na revista.

No início da década de 1950, a já decrescente popularidade das histórias em quadrinhos sofreria um novo golpe. As críticas do psiquiatra alemão Fredric Wertham, que protestava contra os efeitos nocivos que as imagens violentas na mídia de massa e revistas em quadrinhos causavam sobre o desenvolvimento das crianças, atingiriam seu ápice com a publicação do livro Seduction of the Innocent, em 1954. As críticas de Wertham ajudaram a desencadear um inquérito no Congresso dos Estados Unidos sobre a indústria dos quadrinhos, para investigar uma possível relação entre o consumo dessa forma de entretenimento e o aumento da criminalidade juvenil. Logo acabaria sendo criado o Comics Code Authority, um órgão cujo "código de conduta" regulava a publicação dos quadrinhos através do fornecimento de um selo de permissão para a publicação - uma forma de censura autoimposta pela indústria como forma de se adequar aos questionamentos. Vistas em retrospecto, as histórias desse período são consideradas como pouco significativas - estudiosos chegam a apontá-la como uma "década perdida" para os quadrinhos de Superman, ao menos em seus primeiros anos.
A indústria das histórias em quadrinhos começaria a se reinventar a partir de 1956. Apesar do início da década de 1950 ser geralmente ignorado por estudiosos, o término preciso da "Era de Ouro" é motivo de debate, mas considera-se geralmente como marco inicial da "Era de Prata a publicação" da revista Showcase Comics #4, lançada pela DC em 1956. Naquela edição apresentou-se uma nova versão, modernizada, do personagem The Flash — o primeiro de muitos personagens a serem repaginados pela editora nos anos seguintes sob o comando do editor Julius Schwartz.
Em 1958, foi publicada aquela que é considerada a mais emblemática edição de toda a história da revista - a edição 247, que marcou o surgimento da Legião dos Super-Heróis. Nesse mesmo ano, Ed Herron e Jack Kirby seriam convidados pela editora para reformular o personagem "Arqueiro Verde". De forma similar ao que fora realizado antes com Flash, Lanterna Verde e Átomo, o super-herói seria apresentado numa versão modernizada, mas, diferentemente destes, não seria um personagem distinto que manteria apenas o mesmo nome da versão clássica, mas o mesmo personagem - Oliver Queen - apresentado com uma história de origem drasticamente diferente: inicialmente, o personagem fora concebido como um arqueólogo que trabalhava como curador de um museu e era especializado nas culturas indígenas da América, mas a história de Herron e Kirby o apresentariam como um milionário que, após se ver preso numa ilha deserta, desenvolveria uma grande habilidade como arqueiro, e que após retornar à civilização, decidiria utilizar as habilidades adquiridas como combatente do crime. Kirby contribuiria com um total de onze histórias curtas protagonizadas pelo personagem e seu sidekick Roy Harper, o "Speedy".
Em 1959, seria a vez de Aquaman passar por uma reformulação. Similarmente ao que ocorrera com o Arqueiro Verde no ano anterior, o personagem manteria a mesma identidade, mas teria uma origem alterada. Aquaman era, em sua identidade secreta, "Arthur Curry", filho de um humano que trabalhava num farol, e de uma princesa atlante, de quem herdara habilidades sobre-humanas, e que se tornava o rei do reino submarino da Atlântida. Em 1961, em Adventure Comics #269, numa história produzida por Robert Bernstein e ilustrada por Ramona Fradon, seria apresentado "Aqualad", o sidekick de Aquaman, e mais detalhes. A popularidade das histórias do personagem o levariam, a partir de 1962, a ter uma revista própria, sem, entretanto, deixar de ter histórias secundárias publicadas em Adventure Comics.

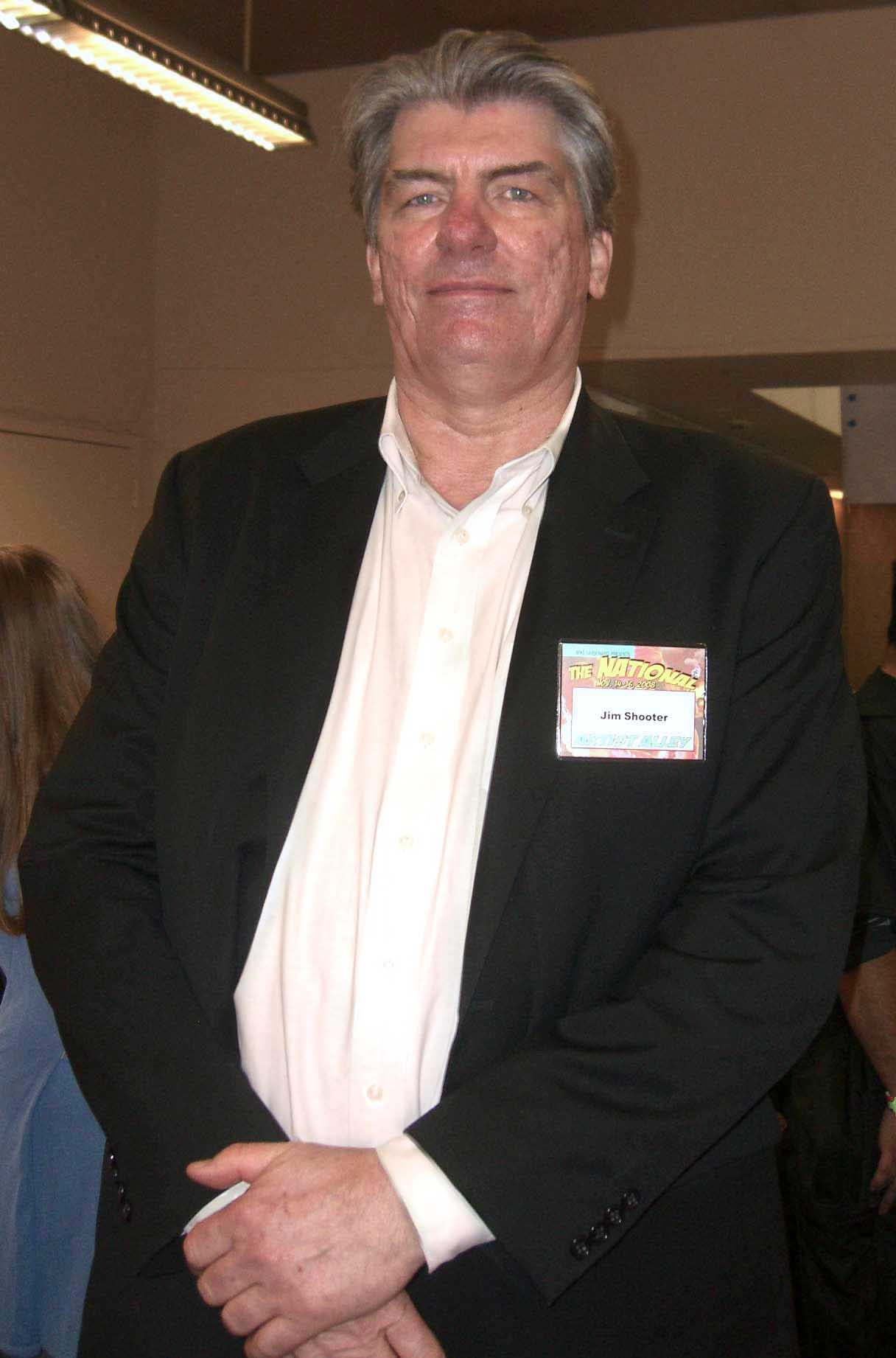
O escritor Jim Shooter, um dos mais significativos colabores da revista durante a década de 1960.

No restante da década de 1960, as histórias da Legião dos Super-Heróis ganhariam mais e mais destaque na revista. Em 1962, em razão de vários fatores econômicos, o preço de capa das revistas aumentaria de 10 centavos de dólar para 12. Revistas no formato de antologia, como My Greatest Adventure e House of Secrets, continuariam mantendo o formato de várias histórias por edição, mas passariam a destacar cada vez mais os personagens que se aproximavam mais do gênero "super-herói" de cada revista. Em Adventure Comics, o destaque eram as histórias de Superboy e da Legião de Super-Heróis. Em 1963, com a publicação da 304ª edição, a revista mostraria algo até então inédito nos quadrinhos de super-herói: a morte de um dos protagonistas, no caso, o herói Relâmpago, que se sacrificava para salvar Satúrnia. A "morte" do personagem, não duraria um ano: em Adventure Comics #312, também publicada em 1963, seria revelado que o personagem ainda estava vivo. A partir de Adventure Comics #317, o título da revista na capa seria alterado para "Adventure Comics featuring Superboy and the Legion of Super-Heroes", destacando a presença da jovem equipe. O escritor Edmond Hamilton, um dos responsáveis pelas histórias da equipe, criaria o icônico "Timber Wolf" em uma história publicada na 327ª edição.
Em 1965, o então adolescente Jim Shooter era um leitor contumaz da revista, mas vinha se sentindo muito insatisfeito com as heróis das Legião, por acreditar que, por mais que as capas da revista Adventure Comics fossem bastante criativas e chamassem sua atenção todo mês, as histórias em si se mostravam bastante decepcionantes. No ápice de sua frustração, ele decidiu produzir uma história em duas partes que atendesse ao potencial inexplorado da equipe. A trama introduziria novos personagens, e teria todas as características que Shooter julgava serem necessárias para se criar uma história em quadrinhos bem-sucedida. A proposta completa, incluindo capas, ordenamento dos quadros, arte preliminar e balões de diálogo, foi enviada para a editora pelo correio, e em fevereiro do ano seguinte, Mort Weisinger, um dos mais respeitados editores a trabalhar na DC Comics e um dos responsáveis pela revista, entraria em contato com Shooter, para contratá-lo como escritor e desenhista. Logo Shooter estaria produzindo material regularmente para a editora, apesar da pouca idade. Shooter começou a ter suas histórias publicadas em Adventure Comics#346 e nos anos seguintes apresentaria personagens como "Karate Kid", "Ferro Lad" e "Princesa Projectra" e os vilões do "Quinteto Fatal".

### 1969–1983: Mudanças de formato e cancelamento
A partir de 1969, as histórias de Supergirl substituiriam as da Legião dos Super-Heróis como a principal atração da revista. A personagem adotaria a identidade secreta de "Linda Lee Danvers" e um tema constante nas histórias era a busca da personagem por um propósito que a posicionasse como uma figura independente de seu primo famoso, Superman. Durante uma série de histórias publicadas até 1972, a personagem tentou atuar como repórter, como conselheira estudantil e até como atriz em uma soap opera (telenovela americana). As histórias, segundo o jornalista Marc Buxton, era um reflexo do conflito que a própria editora tinha com a personagem: "uma busca para sair da sombra de Superman e se tornar uma heroína independente, vencendo uma sutil solidão e a marginalidade de gênero a que era imposta".
Durante a década de 1970, a revista mudaria seu conteúdo algumas vezes. Em 1973, a heroína Orquídea Negra protagonizaria uma série de histórias na revista. No ano seguinte, seria o Espectro. Em 1975, os Sete Soldados da Vitória protagonizariam uma trama na revista. Em 1979, cada edição da revista já custava 1 dólar, e trazia em seu interior cinco histórias diferentes. Dentre as histórias publicadas, estava uma série de aventuras da Sociedade da Justiça da América, os heróis da Terra 2. Em 1980, uma nova reformulação na revista levaria ao término das histórias então publicadas com Aquaman, Flash, Deadman e Sociedade da Justiça, que passaram a ser substituídas por histórias protagonizadas por uma nova versão do herói Starman, produzidas por Paul Levitz e Steve Ditko, e pelo Homem-Borracha. Embora as histórias dos dois personagens fossem populares, a editora perceberia a necessidade de incluir na revista um personagem de maior destaque, e, na tentativa de adequar a revista ao gosto do público, as histórias de Aquaman voltariam a ter lugar em Adventure Comics.
Em 1981, a revista estava sofrendo de baixíssimos índices de venda. As histórias de Aquaman não foram capazes de contrabalancear o desinteresse causado pelo material então publicado, então a editora decidiria novamente mudar o conteúdo da revista. O sucesso das histórias Dial H for Hero então publicadas motivaram a editora a mover o material da posição secundária que ocupava na revista Legion of Super-Heroes para se tornar a história de destaque em Adventure Comics, mas esta alteração não foi suficiente para atrair a atenção do público e pouco depois, a revista seria cancelada.

### 2009–2011: Breve retorno
Em agosto de 2009, a primeira edição da reedição de Adventure Comics seria lançada e em julho ano seguinte seria retomada a numeração original, fazendo com que a 13ª edição fosse numerada como a 516ª.

## Histórias publicadas
503 edições foram publicadas entre 1941 e 1983, quando a revista teve sua publicação encerrada pela primeira vez. Em 2009, a publicação seria retomada, e 27 edições adicionais foram publicadas até setembro de 2011, quando a revista foi novamente encerrada.
Durante o período conhecido como "Era de Ouro" das histórias em quadrinhos americanas, destacam-se Adventure Comics #40, com a primeira aparição do Sandman; Adventure Comics #48, com a primeira aparição do Homem-Hora; Adventure Comics #73, com a primeira aparição do Manhunter (já traduzido como "Caçador", "Predador" ou "Justiceiro"), Adventure Comics #61, com a primeira aparição do Starman e Adventure Comics #103, edição a partir do qual Superboy, Arqueiro Verde, Johnny Quick e Aquaman passaram a ter histórias publicadas na revista.
Na década de 1950, período de transição entre a "Era de Ouro" e a "Era de Prata", destacam-se as histórias de Otto Binder com Aquaman e o breve trabalho de Jack Kirby com o Arqueiro Verde. Os dois personagens tinham uma posição apenas secundária na revista, mas continuavam sendo publicadas de forma regular. Durante a "Era de Bronze", a maturidade e os temas adultos típicos do período igualmente seriam percebidos na revista. Death of a Prince foi inicialmente publicada entre a edições 451 e 455 da revista antes de ser concluída na revista Aquaman. A história apresentaria um dos mais dramáticos confrontos entre o herói e seu arqui-inimigo Black Manta, no qual o vilão assassina o jovem filho do rei da Atlântida com sua então esposa Mera, num ato sem precedentes nas histórias em quadrinhos.

## Edições encadernadas
- Golden Age Sandman Archives Volume 1 – reunindo histórias da Adventure Comics #40-57, 224 páginas, Janeiro de 2005, ISBN 978-1401201555[39]
- Golden Age Starman Archives
  - Volume 1 – reunindo histórias da Adventure Comics #61-76, 224 páginas, Maio de 2000, ISBN 978-1563896224[40]
  - Volume 2 – reunindo histórias da Adventure Comics #77-102, 272 páginas, Julho de 2009, ISBN 978-1401222833[41]
- The Sandman by Kirby and Simon – reunindo histórias da Adventure Comics #72-102, 304 páginas, Agosto de 2009, ISBN 978-1401222994[42]
- The Adventures of Superboy – reunindo histórias da Adventure Comics #103-121, 224 páginas, Agosto de 2010, ISBN 978-1401227838[43]
- Legion of Super-Heroes Archives
  - Volume 1 – reunindo histórias da Adventure Comics #247, 267, 282, 290, 293, 300-305, 255 páginas, 1991, ISBN 978-1563890208[44]
  - Volume 2 – reunindo histórias da Adventure Comics #306-317, 224 páginas, 1992, ISBN 978-1563890574[45]
  - Volume 3 – reunindo histórias da Adventure Comics #318-328, 224 páginas, 1993, ISBN 978-1563891021[46]
  - Volume 4 – reunindo histórias da Adventure Comics #329-339, 224 páginas, 1994, ISBN 978-1563891236[47]
  - Volume 5 – reunindo histórias da Adventure Comics #340-349, 224 páginas, 1994, ISBN 978-1563891540[48]
  - Volume 6 – reunindo histórias da Adventure Comics #350-358, 224 páginas, 1996, ISBN 978-1563892776[49]
  - Volume 7 – reunindo histórias da Adventure Comics #359-367, 240 páginas, Maio de 1998, ISBN 978-1563893988[50]
  - Volume 8 – reunindo histórias da Adventure Comics #368-376, 240 páginas, Fevereiro de 1999, ISBN 978-1563894305[51]
  - Volume 9 – reunindo histórias da Adventure Comics #377-380, 256 páginas, Novembro 1999, ISBN 978-1563895142[52]
- Showcase Presents: Legion of Super-Heroes
  - Volume 1 – reunindo histórias da Adventure Comics #247, 267, 282, 290, 293, 300-321, 552 páginas, Abril de 2007, ISBN 978-1401213824[53]
  - Volume 2 – reunindo histórias da Adventure Comics #322-348, 528 páginas, Abril de 2008, ISBN 978-1401217242[54]
  - Volume 3 – reunindo histórias da Adventure Comics #349-368, 552 páginas, Abril de 2009, ISBN 978-1401221850[55]
  - Volume 4 – reunindo histórias da Adventure Comics #369-380, 528 páginas, Outubro de 2010, ISBN 978-1401229412[56]
- Showcase Presents: Green Arrow Volume 1 – reunindo histórias da Adventure Comics #250-266, 528 páginas, Janeiro de 2006, ISBN 978-1401207854[57]
- Showcase Presents: Aquaman Volume 1 – reunindo histórias da Adventure Comics #260-280, 282, 284, 544 páginas, Fevereiro de 2007, ISBN 978-1401212230[58]
- Superman: Tales of the Bizarro World – reunindo histórias da Adventure Comics #293-299, 192 páginas, Setembro de 2000, ISBN 978-1563896248[59]
- DC Comics Classics Library: Legion of Super-Heroes: The Life and Death of Ferro Lad – reunindo histórias da Adventure Comics #346-347, 352-355, 357, 128 páginas, Março de 2009, ISBN 978-1401221935[60]
- Black Canary Archives – reunindo histórias da Adventure Comics #399 e #418-419, 224 páginas, Dezembro de 2000, ISBN 978-1563897344[61]
- Wrath of the Spectre – reunindo histórias da Adventure Comics #431-440, 200 páginas, Junho de 2005, ISBN 978-1401204747[62]
- Showcase Presents: The Spectre – incluindo histórias da Adventure Comics #431-440, 624 páginas, Maio de 2012, ISBN 978-1401234171[63]
- Justice Society Volume 2 – reunindo histórias da Adventure Comics #461-466, 224 páginas, Fevereiro de 2007, ISBN 978-1401211943[64]
- Showcase Presents: All Star Comics – incluindo histórias da Adventure Comics #461-466, 448 páginas, Setembro de 2011, ISBN 978-1401233037[65]
- The Steve Ditko Omnibus Volume 2 - incluindo histórias do Starman da Adventure Comics #467-478, 384 páginas, Janeiro de 2012, ISBN 978-1401232351[66]
- DC Comics Presents: Legion of Super-Heroes #2 – reunindo histórias da Adventure Comics vol. 2, edições #1-4, 100 páginas, Fevereiro de 2012[67]
- Superboy: The Boy of Steel – reunindo histórias da Adventure Comics vol. 2, edições #0-3, 5-6, 144 páginas, Maio de 2011, ISBN 978-1401227739[68]
- Blackest Night: Tales of the Corps – reunindo histórias da Adventure Comics vol. 2, edições #4-5, 176 páginas, Agosto de 2011, ISBN 978-1401228071[69]
- Blackest Night: Rise of the Black Lanterns – incluindo a história da Adventure Comics vol. 2, edição #7, 256 páginas, Agosto de 2011, ISBN 978-1401228064[70]
- Superman: Last Stand of New Krypton
  - Volume 1 – reunindo histórias da Adventure Comics vol. 2, #8-9, 168 páginas, Novembro de 2010, ISBN 978-1401229320[71]
  - Volume 2 – reunindo histórias da Adventure Comics vol. 2, #10-11, 128 páginas, Janeiro de 2011, ISBN 978-1401230364[72]
- Superman: Nightwing and Flamebird Volume 2 – reunindo histórias da Adventure Comics vol. 2, #8-10, 208 páginas, Outubro de 2011, ISBN 978-1401229405[73]
- Superboy and the Legion of Super-Heroes: The Early Years reunindo Adventure Comics #515-520, Vol. 2 #12, 144 páginas, Maio de 2011, ISBN 978-1401231682[74]
- Legion of Super-Heroes Vol. 2: Consequences reunindo Adventure Comics #521-522, 208 páginas, Setembro de 2011, ISBN 978-1401232382[75]
- Legion of Super-Heroes Vol. 3: When Evil Calls reunindo Adventure Comics #523-529, 320 páginas, Abril de 2012, ISBN 978-1401233679[76]